# 乙酸铀酰
乙酸铀酰(UO2(CH3COO)2·2H2O)是鈾的乙酸鹽，是由黃绿色斜方晶体組成的黃绿色結晶固體，带有輕微的醋酸氣味。乙酸铀酰有輕微的放射性，其放射性的精确数值取決於所含鈾的同位素。该化合物是一種核燃料衍生物，其使用受國際法限制。

## 制备
乙酸铀酰可由乙酸作用于三氧化铀得到，其二水合物可以从溶液中析出。二水合物在115℃失水，变为无水物。无水物也可以由乙酸酐和硝酸铀酰反应得到。